# Лізоцим
Лізоцим (англ. Lysozyme), мурамідаза або N-ацетилмурамідклікангідролаза (КФ 3.2.1.17) — білок, який кодується геном LYZ, розташованим у людини на довгому плечі 12-ї хромосоми. Довжина поліпептидного ланцюга білка становить 148 амінокислот, а молекулярна маса — 16 537.
| 10         |  | 20         |  | 30         |  | 40         |  | 50         |
| ---------- |  | ---------- |  | ---------- |  | ---------- |  | ---------- |
| MKALIVLGLV |  | LLSVTVQGKV |  | FERCELARTL |  | KRLGMDGYRG |  | ISLANWMCLA |
| KWESGYNTRA |  | TNYNAGDRST |  | DYGIFQINSR |  | YWCNDGKTPG |  | AVNACHLSCS |
| ALLQDNIADA |  | VACAKRVVRD |  | PQGIRAWVAW |  | RNRCQNRDVR |  | QYVQGCGV   |

A: Аланін

C: Цистеїн

D: Аспарагінова кислота

E: Глутамінова кислота

F: Фенілаланін

G: Гліцин

H: Гістидин

I: Ізолейцин

K: Лізин

L: Лейцин

M: Метіонін

N: Аспарагін

P: Пролін

Q: Глутамін

R: Аргінін

S: Серин

T: Треонін

V: Валін

W: Триптофан

Цей білок є ферментом, що руйнує клітинну стінку бактерій шляхом каталізу реакції гідролізу 1,4-бета-зв'язків між залишками N-ацетилмурамової кислоти і N-ацетил-D-глюкозаміном у складі гліканового ланцюжка пептидоглікану та між залишками N-ацетил-D-глюкозаміну в складі хітодекстрину. Лізоцим у великій кількості міститься в багатьох секретах тварин, таких як сльози, слина і слиз. Лізоцим також міститься у цитоплазмених гранулах поліморфоядерних нейтрофілів. У великій кількості цей фермент також присутній у білках яєць. Лізоцими C-типу близько пов'язані з альфа-лактальбуміном як за нуклеотидною послідовністю генів, так і за своєю структурою, що робить їх членами однієї родини.
Лізоцим відкрив 1921 року Александер Флемінг (першовідкривач пеніциліну). Він помістив на тверде агаризоване середовище трохи слизу із носа, а через кілька тижнів помітив, що ріст бактерій навколо слизу був пригнічений. Пізніше вчений виділив саму антибактерійну речовину — лізоцим.